# Bukovë
Bukovë – wieś położona w północnej części Albanii w gminie Llugaj. Wieś znajduje się 127 kilometrów od stolicy państwa, Tirany.

## Demografia
Według spisu ludności z 1989 roku we wsi Bukovë mieszkało 825 mieszkańców.